# Зеринду Мик (Арад)
Зеринду Мик (рум. Zerindu Mic) насеље је у Румунији у округу Арад у општини Мишка. Oпштина се налази на надморској висини од 94 m.

## Становништво
Према подацима из 2002. године у насељу је живело 222 становника.

### Попис2002.
| Расподела становништва по националности 2002.‍ | Расподела становништва по националности 2002.‍ | Расподела становништва по националности 2002.‍ | Расподела становништва по националности 2002.‍ | Расподела становништва по националности 2002.‍ |
| --------------------------------------------- | --------------------------------------------- | --------------------------------------------- | --------------------------------------------- | --------------------------------------------- |
|                                               |                                               |                                               |                                               |                                               |
| Румуни                                        | Румуни                                        |                                               | 14                                            | 6,3%                                          |
| Мађари                                        | Мађари                                        |                                               | 207                                           | 93,7%                                         |